# Hugo Stoltzenberg
Hugo Stoltzenberg (* 27. April 1883 in Strengen bei Landeck (Tirol); † 14. Januar 1974 in Hamburg) war ein deutscher Chemiker, der Chemiewaffen entwickelte und 1923 Gründer der Chemischen Fabrik Stoltzenberg in Hamburg-Veddel war. In den 1920er Jahren war er in geheime Unternehmungen verwickelt, welche die chemische Aufrüstung der Reichswehr betrieben.

## Herkunft und frühe Jahre
Hugo Gustav Adolf Stoltzenberg wurde am 27. April 1883 in Strengen bei Landeck/Tirol geboren. Sein Vater Karl Theodor Stoltzenberg (1854–1893) war Ingenieur und besaß eine eigene Firma für Beratung und Mitgestaltung großer Bauunternehmen wie Flussregulierungen und Brückenbau. Stoltzenberg besuchte die Schule in Wien, Leipzig und East Cambridge und legte sein Abitur schließlich 1904 in Frankfurt/Oder ab. Er studierte in Halle von 1905 bis 1907 zunächst Rechtswissenschaft, dann Mathematik und wechselte schließlich zur Chemie. Im Jahre 1907 ging er für ein Jahr nach Gießen. Zurück in Halle war er bis 1910 Vorlesungsassistent bei Daniel Vorländer (1867–1941). Schließlich wurde er 1910 Assistent am physiologischen Institut der Königlich Tierärztlichen Akademie in Berlin. Seine Dissertation bei Vorländer aus dem Jahr 1911 trägt den Titel Optische Aktivität und kristallinisch-flüssiger Zustand. Im gleichen Jahr wurde Stoltzenberg Assistent bei Heinrich Biltz (1868–1943) in Breslau und lernte dort auch Margarete Bergius (1892–1950) kennen, Schwester des späteren Nobelpreisträgers Friedrich Bergius (1884–1949). Margarete Bergius war ebenfalls Chemikerin. Sie und Stoltzenberg heirateten 1915 im Ersten Weltkrieg.

## Erster Weltkrieg
Bei der zweiten Schlacht von Ypern vom 22. April bis 22. Mai 1915 öffnete Stoltzenberg, damals Assistent des Chefkriegschemikers Fritz Haber, beim Pionierregiment 35 am 22. April die Chlorgashähne, womit zum ersten Mal Giftgas an der Westfront eingesetzt wurde. Von diesem Gasangriff getroffen wurden kanadische Soldaten und Goumiers, Soldaten der französischen Kolonialarmee aus Afrika. Im Munsterlager-Breloh war Stoltzenberg an der Leitung der Errichtung des Füll- und Erprobungszentrum für Gasmunition beteiligt. Hier wurden Granaten mit Senfgas („Lost“) befüllt. Senfgas wird auch Yperite genannt, nach Ypern, dem Ort, an welchem es im Herbst 1917 zum ersten Mal eingesetzt wurde. Nach mehreren schweren Verwundungen an der Westfront wurde Leutnant Stoltzenberg bei der Feldmunitionsanstalt Adlershof bei Berlin und dann im Lostwerk I auf dem Gasplatz Breloh, der größten Abfüllanlage für Gasmunition in Deutschland, eingesetzt. 1918 ging Stoltzenberg nach Berlin und arbeitete auch in der Krebsforschung. Anfang 1920 befanden sich in Breloh mit Kampfstoff gefüllte Kesselwagen, deren Inhalt delaboriert werden sollte.

## Chemische Fabrik Stoltzenberg bis zum Ende des Zweiten Weltkriegs

### Kampfstoffverwertung
Nach der Haager Landkriegsordnung von 1907 war der Einsatz von Gas bei militärischen Kampfhandlungen geächtet. Dennoch setzten mehrere Kriegsparteien, vor allem aber das Deutsche Kaiserreich, diese Giftstoffe bei unterschiedlichen Frontsituationen ein. Deshalb wurde durch den Friedensvertrag von Versailles nochmals ausdrücklich dem Deutschen Reich jede Aktivität in Bezug auf Gaskrieg einschließlich Schutz- und Abwehrmaßnahmen untersagt. Die Produktion erfolgte deshalb nach dem Krieg meist unter der Tarnung, diese Stoffe für die Schädlingsbekämpfung zu benötigen.
Die Reichswehr unterlief, mit Finanzierung durch die Reichsregierung, den Versailler Vertrag. Auf Empfehlung von Fritz Haber wurde Stoltzenberg mit der Erhaltung der technisch-industriellen Seite der Wehrfähigkeit des deutschen Volkes auf dem Gasgebiet von der Reichswehr beauftragt. Seine Leitung der Kampfstoffverwertung im Munsterlager-Breloh wurde von der britischen Military Intelligence, section 10 treffend als Anstrengung zur Verhinderung der Vernichtung der Gaswaffen charakterisiert.
Formal beschäftigte sich Stoltzenberg mit der Räumung und Vernichtung von chemischen Kampfstoffen. Im Oktober 1919 wurde ein Großteil der Gebäude des Gasplatzes Breloh durch eine Explosion zerstört: ein inszeniertes „Unglück“, um die hochmoderne Füllanlage nicht in die Hände der Alliierten fallen zu lassen. Stoltzenberg verkaufte verschiedene chemische Kampfstoffe und Vorprodukte in alle Welt. Notorisch waren die Verkäufe an die USA und Schweden. Stoltzenberg kann auch ein Transport von Kampfstoffen Richtung Leningrad zugeordnet werden, der allerdings in der Ostsee unterging. 1923 entstand die Chemische Fabrik Stoltzenberg (CFS) in Hamburg.

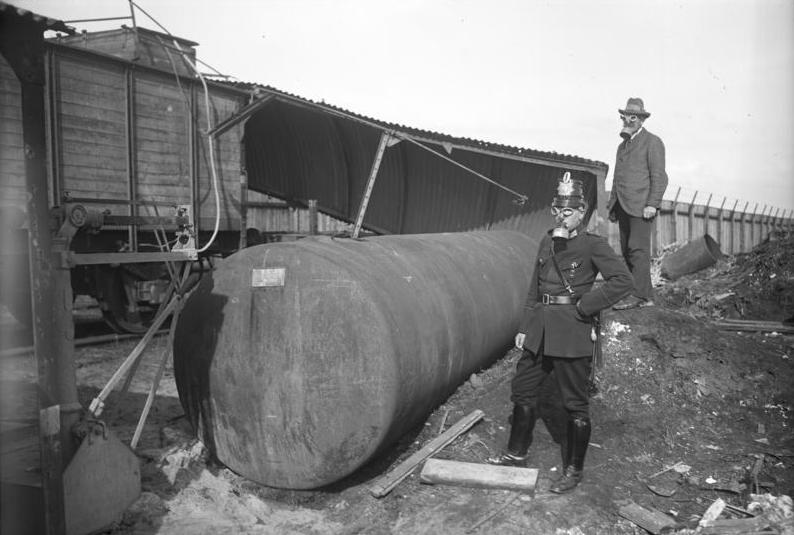
Giftgasunfall in Hamburg 1928

1928 lieferte die Reichswehr einige Phosgenkessel auf das Gelände der Chemiefabrik Stoltzenberg im Hamburger Hafen. Stoltzenberg wollte das Kampfgas in die Nordsee kippen. Am 20. Mai 1928 explodierte einer der Phosgenbehälter und eine Phosgenwolke zog durch Georgswerder und tötete mindestens zehn Menschen und verletzte etwa 300.

„Man liest die lamentablen Erklärungen des Herrn Dr. Stoltzenberg, der bejammert, daß man ihn um sein kostbares Gut betrogen habe. Man vergißt darüber, daß das in der Nachbarschaft menschlicher Wohnungen lagernde Todesgift seit Jahr und Tag ständige Todesgefahr über die zweitgrößte deutsche Stadt brachte […] Und auch die glücklichen Inhaber dieser Gastanks wußten wohl, warum sie sich nach Hamburg wandten, wo ihnen die hanseatische Munifizenz nicht nur einen Lagerplatz zur Verfügung stellte, sondern auch weitherzige Aufsicht zukommen ließ.“

### Rifkrieg in Marokko
Nach der Niederlage vom 22. Juli 1921 in der Schlacht von Annual versuchte das spanische Militär, sich durch den Einsatz der neuen Waffe Giftgas einen Vorteil gegenüber den Rifkabylen zu verschaffen. Daher nahm das spanische Militär 1921 über den Madrider Mittelsmann Julio Kocherthaler von der deutsch-spanischen Bankengruppe Kocherthaler/Ullmann/Lewin Verhandlungen mit Stoltzenberg auf.
Im November 1921 verhandelte Stoltzenberg mit anderen Offizieren in Madrid. Anfang Januar 1922 besuchte eine spanische Kommission Munsterlager. Für Madrid wurde eine Giftgasanlage am 10. Juni 1922 beschlossen. Stoltzenberg lieferte den Grundstoff Oxol für Senfgas an Spanien. Bis 1923 wurden aus Deutschland an das spanische Militär 500 bis 600 Tonnen Phosgen geliefert. Stoltzenberg machte Beiträge zur Entwicklung einer neuen Gasbombe für die Luftwaffe. Hugo Stoltzenberg entwickelte eine Verseuchungsstrategie für den Chemiewaffeneinsatz im Rifkrieg, die hauptsächlich den Einsatz von Senfgas im Hinterland vorsah. Dieses Konzept basierte darauf, dass der Aufenthalt der Menschen in Dörfern, das Abhalten von Märkten und die Feldarbeit durch die Gasangriffe zu tödlichen Unterfangen wurden. Mit undifferenziertem Terror sollte die Bevölkerung zur Aufgabe gezwungen werden. Traf das Senfgas auf Menschen ohne spezielle Schutzkleidung, führte dies zu schmerzenden und schwerheilenden Wunden. Das Senfgas haftete nachhaltig auch auf Nahrungsmitteln; wurden diese verzehrt, führte dies zu Geschwüren und Nekrosen an den inneren Organen, was auch zum Tode führen konnte. Hugo Stoltzenberg erhielt die spanische Staatsbürgerschaft.
Bei der Landungsoperation 1926 bei Al-Hoceima setzten die spanischen Truppen unter Miguel Primo de Rivera Senfgas massiv ein. Heute stammen 60 % der Lungenkrebspatienten des Krebszentrums in Rabat aus dem Einsatzgebiet der Chemiewaffen um Al-Hoceima.

### Sowjetunion
Im Rahmen der deutsch-sowjetischen Militärkooperation hat Stoltzenberg die Errichtung einer Giftgasfabrik in Trotzk bei Samara geplant und in Abstimmung mit der Reichswehrführung vertraglich am 14. Mai 1923 vereinbart. Als Fassadenbetrieb der Reichswehr gründete Friedrich Tschunke die Gesellschaft zur Förderung gewerblicher Unternehmungen mbH (GEFU), über welche die Reichswehr ihre wirtschaftlichen und rechtlichen Außenbeziehungen für die Konzessionsverträge mit der Sowjetunion kanalisierte. Im Rahmen dieser Konzessionsverträge war die Errichtung von Anlagen zur Giftgasproduktion vereinbart. Als Betreiberfirma der Giftgasproduktion wurde die deutsch-sowjetische Aktiengesellschaft Bersol gegründet. Diese errichtete bis zum Januar 1925 die benötigten Gebäude und installierte die von der GEFU gelieferten Anlagen produktionsfertig. Der dann im Oktober geschlossene Vertrag mit dem Heereswaffenamt sah die Lieferung von Phosgen- und Lostkampfstoffen vor. Es wurden seit dem 1.230 Tonnen Senfgas im Jahr produziert, welche sich Reichswehr und Rote Armee je zur Hälfte teilten. Im Jahre 1926 wurde dann, getarnt als „agro-chemische Versuche“, mit Stolzenberg die Erprobung der Giftgase auf dem Territorium der Sowjetunion vereinbart. Dazu weilten 1927 insgesamt 20 deutsche Kampfstoffexperten in Podosinkie, in der Nähe von Moskau, und führten mit Maschinen der Junkers-Werke Kampfstoffübungen durch. Die gemeinsame Giftgasproduktion wurde von der Sowjetunion 1928 beendet, weil sie sich bei der ihr zur Verfügung gestellten Menge und dem Einsatz der veralteten Technik durch Deutschland hinters Licht geführt glaubte. Fortgeführt wurde aber weiterhin bis 1933 unter Beteiligung deutscher Spezialisten die gefechtsmäßige Erprobung, von der Verlängerung der Wirkungszeiten des Giftgases bis hin zum Bombenabwurf von Phosgen- und Reizgaskonzentrationen. Ebenso war die Stoltzenberg GmbH mit beteiligt an der Entwicklung chemischer Minen und der Entwicklung tragbarer Sprühgeräte für den Einsatz im vordersten Frontbereich. Weil sich in diesem Sektor vom deutschen Vertragspartner als ausgenutzt und hinter das Licht geführt betrachtete, drängte die Sowjetunion 1932 auf die baldige Einstellung dieser Entwicklungs- und Erprobungsarbeit.

### Jugoslawien
In der von Stoltzenberg 1928 geplanten und erstellten Zellstoff-Fabrik in Ravnicä südlich von Belgrad war 1938 aus einer Produktionsanlage Senfgas ausgetreten.

### Brasilien
Ab 1937 betreute Stoltzenberg im Estado Novo des Getúlio Dornelles Vargas im Rahmen eines Staatsvertrages mit dem Deutschen Reich die Errichtung einer Anlage zur Herstellung von Senfgas, bis 1942 Brasilien dem Deutschen Reich den Krieg erklärte.

### Lost im Trinkwasser
Stoltzenberg entwickelte Anschlussapparaturen, welche eine Einleitung von Lost ins öffentliche Wassernetz ermöglichten. Das Internationale Komitee vom Roten Kreuz setzte 1929 einen Preis von 10.000 Goldfranken für das Finden eines einfach zu handhabenden Lost-Detektors aus. Die Suche blieb erfolglos.

„Für die Wahrnehmung von Senfgas fehlen alle Warnungszeichen und mit Ausnahme des Geruches gibt es keine praktische Möglichkeit der Feststellung seiner Anwesenheit. […] Die auf die Haut gelangenden Tröpfchen verraten sich weder durch Kältegefühl noch durch andere Empfindungen, etwa Brennen, so daß sie meist nicht wahrgenommen werden.“

Die Giftwirkung des Lost wird durch den Magen nicht aufgehoben, sondern hält unverhältnismäßig lange an. Das Krankheitsbild erinnert stark an Typhus.
Bereits seit Mitte der 1930er Jahre kooperierte Stoltzenberg mit der IG-Farben, die allein an 15 Standorten die für die Kriegsführung benötigten chemischen Substanzen herstellte. Allein im Stammbetrieb bei Hamburg waren kurz vor Kriegsbeginn 1939 80 Mitarbeiter beschäftigt. Seit Ende August 1939 lieferte seine Firma mehrere Produkte und Rohstoffe, die von den entsprechenden Stellen der Wehrmacht beauftragt waren. Stoltzenberg beantragte am 27. April 1941 die Mitgliedschaft in die NSDAP und wurde am 1. Oktober 1941 aufgenommen (Mitgliedsnummer 8.548.204).

## Nach dem Zweiten Weltkrieg
Auf dem Gebiet des Deutschen Reiches wurden nach dem Zweiten Weltkrieg Giftgaslieferungen aus der Tschechoslowakei, Griechenland, Ungarn, Italien und Polen gefunden, welche nahelegen, dass Stoltzenberg auch in diesen Ländern aktiv war. Wer Erfahrungen mit chemischen Waffen aus erster Hand haben wollte, dem lieferte Stoltzenberg Probesets. Das Probeset enthielt 60 Chemiekampfstoffpatronen, je fünf von 12 verschiedenen Giftgasen. Der Beipackzettel wies an, den Inhalt der Patronen in einen luftdichten Raum mit einem geeigneten Ziel – vorzugsweise Katzen – zu schießen. Stoltzenberg wurde 1946 von Behörden der britischen Besatzungszone als Verwalter von Tesch & Stabenow eingesetzt. Nach 1945 unterhielt Stoltzenberg engen Kontakt mit der Hamburger Polizei und zur Bundeswehr. Um 1960 erhielt Stoltzenberg 73 Aufträge für 2,3 Millionen Deutsche Mark von der Bundeswehr für Kampfstoff-Spürpulver, Übungsmunition, Nebelkerzen. Filter für Schutzmasken sowie 15 Kilogramm Lost waren auch dabei. Den Bundesgrenzschutz belieferte er mit Kampfstoff-Spürpulver.
1970 berichtete Günter Wallraff, die Bundeswehr habe von Stoltzenberg 35 Kilogramm Lost bezogen.

„Das Bundesamt für Wehrtechnik und Beschaffung und auch andere Dienststellen haben zu keiner Zeit weder von der vorgenannten Firma noch von einer anderen Firma in der Bundesrepublik Lost bezogen.“

Laut Verteidigungsstaatssekretär Karl Schnell würden Testmengen „grammweise“ bei „befreundeten Mächten beschafft“. Die Aktenlage des Bundesministeriums der Verteidigung stellt klar, dass die zuständigen Behörden über den Lost-Kauf der Bundeswehr informiert wurden und auch die Öffentlichkeit. Die Bundeswehr räumte ein, 15 Kilogramm Lost von der Firma Stoltzenberg bezogen zu haben. Durch den Beitritt zur Westeuropäischen Union (WEU) hat sich die Bundesrepublik zum Verzicht auf chemische Waffen verpflichtet. Es gibt keine großtechnische Herstellung.
Die Chemische Fabrik Stoltzenberg (CFS) an der Ecke Farnhornstieg/Schnackenburgallee in Hamburg war ein ungeordnetes Lager für chemische Kampfstoffe. 1969 verkaufte Hugo Stoltzenberg die CFS an seinen Mitarbeiter Martin Leuschner. Er selbst starb am 14. Januar 1974 in Hamburg.
Am Abend des 6. September 1979 starb der elfjährige Oliver Ludwig bei einer Explosion, als er mit den ungesicherten Materialien experimentierte.

## Stoltzenberg-Route
Jean-François Rioux prägte für die schlüsselfertige Lieferung von Chemiewaffenproduktionsanlagen den Begriff der Stoltzenberg Route. Er unterscheidet diese von der Hippenstiel-Imhausen Route, bei welcher Dual Use Chemieanlagen erstellt werden und Subunternehmern aufgetragen wird, diese zu Chemiewaffenproduktionsorten umzurüsten.